# کوتیا
کوتیا (به پرتغالی: Cotia) یک شهر و municipality of Brazil در برزیل است که در ایالت سائوپائولو واقع شده‌است.

## خصوصیات
کوتیا ۳۲۳٫۸۹۱ کیلومترمربع مساحت و ۲۰۹٬۰۲۷ نفر جمعیت دارد و ۸۵۳ متر بالاتر از سطح دریا واقع شده‌است.